# Giro dei Paesi Bassi 1990
Il Giro dei Paesi Bassi 1990, trentesima edizione della corsa, si svolse dal 13 al 18 agosto 1990 su un percorso di 911 km ripartiti in 6 tappe e un cronoprologo, con partenza da Groninga e arrivo a Gulpen. Fu vinto dall'olandese Jelle Nijdam della squadra Buckler davanti al connazionale Erik Breukink e al francese Thierry Marie.

## Tappe
| Tappa  | Data      | Percorso                                    | km  | Vincitore di tappa | Leader cl. generale |
| ------ | --------- | ------------------------------------------- | --- | ------------------ | ------------------- |
| Prol.  | 13 agosto | Groninga > Groninga (cron. individuale)     | 5,5 | Jelle Nijdam       | Jelle Nijdam        |
| 1ª     | 14 agosto | Groninga > Raalte                           | 212 | Wiebren Veenstra   | Jelle Nijdam        |
| 2ª     | 15 agosto | Raalte > Dordrecht                          | 209 | Wiebren Veenstra   | Jelle Nijdam        |
| 3ª     | 16 agosto | Dordrecht > Eindhoven                       | 197 | Peter Pieters      | Jelle Nijdam        |
| 4ª     | 17 agosto | Eindhoven > Maastricht                      | 108 | Eric Vanderaerden  | Jelle Nijdam        |
| 5ª     | 17 agosto | Maastricht > Maastricht (cron. individuale) | 7,6 | Thierry Marie      | Jelle Nijdam        |
| 6ª     | 18 agosto | Maastricht > Gulpen                         | 172 | Eddy Schurer       | Jelle Nijdam        |
| Totale | Totale    | Totale                                      | 911 |                    |                     |

## Dettagli delle tappe

### Prologo
- 13 agosto: Groninga > Groninga (cron. individuale) – 5,5 km

| Pos. | Corridore     | Squadra   | Tempo |
| ---- | ------------- | --------- | ----- |
| 1    | Jelle Nijdam  | Buckler   | 6'33" |
| 2    | Erik Breukink | PDM       | a 5"  |
| 3    | Thierry Marie | Castorama | a 11" |

| Pos. | Corridore    | Squadra | Tempo |
| ---- | ------------ | ------- | ----- |
| 1    | Jelle Nijdam | Buckler |       |

### 1ª tappa
- 14 agosto: Groninga > Raalte – 212 km

| Pos. | Corridore          | Squadra   | Tempo    |
| ---- | ------------------ | --------- | -------- |
| 1    | Wiebren Veenstra   | Buckler   | 5h55'54" |
| 2    | Frédéric Moncassin | Castorama | s.t.     |
| 3    | Jelle Nijdam       | Buckler   | s.t.     |

| Pos. | Corridore    | Squadra | Tempo |
| ---- | ------------ | ------- | ----- |
| 1    | Jelle Nijdam | Buckler |       |

### 2ª tappa
- 15 agosto: Raalte > Dordrecht – 209 km

| Pos. | Corridore        | Squadra  | Tempo    |
| ---- | ---------------- | -------- | -------- |
| 1    | Wiebren Veenstra | Buckler  | 6h02'37" |
| 2    | Jelle Nijdam     | Buckler  | s.t.     |
| 3    | Johan Capiot     | TVM-Yoko | s.t.     |

| Pos. | Corridore    | Squadra | Tempo |
| ---- | ------------ | ------- | ----- |
| 1    | Jelle Nijdam | Buckler |       |

### 3ª tappa
- 16 agosto: Dordrecht > Eindhoven – 197 km

| Pos. | Corridore     | Squadra   | Tempo    |
| ---- | ------------- | --------- | -------- |
| 1    | Peter Pieters | TVM-Yoko  | 4h38'34" |
| 2    | Jelle Nijdam  | Buckler   | s.t.     |
| 3    | Marcel Arntz  | Stuttgart | s.t.     |

| Pos. | Corridore    | Squadra | Tempo |
| ---- | ------------ | ------- | ----- |
| 1    | Jelle Nijdam | Buckler |       |

### 4ª tappa
- 17 agosto: Eindhoven > Maastricht – 108 km

| Pos. | Corridore         | Squadra  | Tempo    |
| ---- | ----------------- | -------- | -------- |
| 1    | Eric Vanderaerden | Buckler  | 2h37'23" |
| 2    | Peter Pieters     | TVM-Yoko | s.t.     |
| 3    | Jelle Nijdam      | Buckler  | s.t.     |

| Pos. | Corridore    | Squadra | Tempo |
| ---- | ------------ | ------- | ----- |
| 1    | Jelle Nijdam | Buckler |       |

### 5ª tappa
- 17 agosto: Maastricht > Maastricht (cron. individuale) – 7,6 km

| Pos. | Corridore     | Squadra   | Tempo |
| ---- | ------------- | --------- | ----- |
| 1    | Thierry Marie | Castorama | 9'33" |
| 2    | Jelle Nijdam  | Buckler   | a 3"  |
| 3    | Erik Breukink | PDM       | a 6"  |

| Pos. | Corridore    | Squadra | Tempo |
| ---- | ------------ | ------- | ----- |
| 1    | Jelle Nijdam | Buckler |       |

### 6ª tappa
- 18 agosto: Maastricht > Gulpen – 172 km

| Pos. | Corridore      | Squadra  | Tempo    |
| ---- | -------------- | -------- | -------- |
| 1    | Eddy Schurer   | TVM-Yoko | 4h32'05" |
| 2    | Uwe Raab       | PDM      | s.t.     |
| 3    | Nico Verhoeven | PDM      | s.t.     |

| Pos. | Corridore     | Squadra   | Tempo     |
| ---- | ------------- | --------- | --------- |
| 1    | Jelle Nijdam  | Buckler   | 24h02'20" |
| 2    | Erik Breukink | PDM       | a 27"     |
| 3    | Thierry Marie | Castorama | a 30"     |

## Classifiche finali

### Classifica generale
| Pos. | Corridore         | Squadra             | Tempo     |
| ---- | ----------------- | ------------------- | --------- |
| 1    | Jelle Nijdam      | Buckler             | 24h02'20" |
| 2    | Erik Breukink     | PDM-Ultima-Concorde | a 27"     |
| 3    | Thierry Marie     | Castorama           | a 30"     |
| 4    | Steven Rooks      | Panasonic-Sportlife | a 44"     |
| 5    | Soren Lilholt     | Histor-Sigma        | a 49"     |
| 6    | Uwe Raab          | PDM-Ultima-Concorde | a 51"     |
| 7    | Eddy Schurer      | TVM-Yoko            | a 1'02"   |
| 8    | Nico Verhoeven    | PDM-Ultima-Concorde | a 1'04"   |
| 9    | Gérard Rué        | Castorama           | a 1'05"   |
| 10   | Eric Vanderaerden | Buckler             | a 1'20"   |